# رده فرویاریا
رده فرویاریا (انگلیسی: Rede Ferroviária) شرکت ترابری کروات است، که در سال ۱۹۹۷ تأسیس شد.